# Heinrich Elhardt
Heinrich Elhardt (* 19. April 1880 in Kempten; † 13. Januar 1958 in München) war ein deutscher Politiker der CSU.
Elhardt erlernte den Beruf des Konditors und war in diesem auch tätig. Er war Präsident des Verbandes Bayerischer Konditoren sowie Vizepräsident des Deutschen Konditorenbundes.
Als Gründungsmitglied der CSU gehörte Elhardt in der Nachkriegszeit dem Münchner Stadtrat und der Verfassunggebenden Landesversammlung in Bayern an.